# Walter Reppe
Walter Reppe (Eisenach, 29 de julho de 1892 — Heidelberg, 26 de julho de 1969) foi um químico alemão.
Representante da moderna tecnologia de processamento, desenvolveu de forma substancial a química do acetileno.

## Publicações selecionadas
- Walter Reppe, Otto Schlichting, Karl Klager, Tim Toepel (1948). Cyclisierende Polymerisation von Acetylen. I Über Cyclooctatetraen. Justus Liebigs Annalen der Chemie. 560. [S.l.: s.n.] p. 1–92. doi:10.1002/jlac.19485600102
- Walter Reppe, Otto Schlichting, Herbert Meister (1948). Cyclisierende Polymerisation von Acetylen. II Über die Kohlenwasserstoffe C10H10, C12H12 und Azulen. Justus Liebigs Annalen der Chemie. 560. [S.l.: s.n.] pp. 93–104. doi:10.1002/jlac.19485600103
- Walter Reppe, Walter Joachim Schweckendiek (1948). Cyclisierende Polymerisation von Acetylen. III Benzol, Benzolderivate und hydroaromatische Verbindungen. Justus Liebigs Annalen der Chemie. 560. [S.l.: s.n.] pp. 104–116. doi:10.1002/jlac.19485600104
- Walter Reppe: Neue Entwicklungen auf dem Gebiet der Chemie des Acetylen und Kohlenoxyds. Berlin, Göttingen, Heidelberg: Springer, 1949.